# Millettia theuszii
Millettia theuszii är en ärtväxtart som först beskrevs av Buttner, och fick sitt nu gällande namn av De Wild. Millettia theuszii ingår i släktet Millettia och familjen ärtväxter. Inga underarter finns listade i Catalogue of Life.